# 元気ですか (カバーアルバム)
『元気ですか』（げんきですか）は、中島みゆきのトリビュート・アルバムである。2006年6月14日リリース。

## 解説
- 「元気ですか」をキーワードに、中島みゆきの楽曲のカバーを集めたコンピレーションアルバム。全く同じ収録曲のベストアルバム『元気ですか』と同時発売。糸井重里の書き下ろしライナーノーツが封入されている。

## 収録曲
1. 糸 / Bank Band
原曲は35thシングル「命の別名／糸」・アルバム『EAST ASIA』収録。
Bank Bandのカバーアルバム『沿志奏逢』収録曲と同音源。
2. 狼になりたい / 小谷美紗子Trio + 100s
原曲はアルバム『親愛なる者へ』収録。
3. 時代 / 德永英明
原曲は2ndシングル「時代」収録。
德永のカバーアルバム『VOCALIST』収録曲と同音源。
4. 化粧 / 坂本冬美
原曲はアルバム『愛していると云ってくれ』収録。
5. 空と君のあいだに / 槇原敬之
原曲は31stシングル「空と君のあいだに／ファイト!」収録。
槇原のカバーアルバム『Listen To The Music』収録曲と同音源。
6. 元気ですか / 小泉今日子 with GOTH-TRAD
原曲はアルバム『愛していると云ってくれ』収録。
7. アザミ嬢のララバイ〜世情 / 浜田真理子
原曲は1stシングル「アザミ嬢のララバイ」〜アルバム『愛していると云ってくれ』収録の2曲（メドレー形式）。
8. ファイト!(2006MIX) / 福山雅治 FUKUYAMA ENGINEERING GOLDEN OLDIES CLUB BAND
原曲は31stシングル「空と君のあいだに／ファイト!」・アルバム『予感』収録。
FUKUYAMA ENGINEERNING GOLDEN OLDIES CLUB BANDのカバーアルバム『「福山エンヂニヤリング」サウンドトラック The Golden Oldies』（2002年）収録曲をこのアルバムのためにミックスし直したもの。
9. 後悔 / 小柳ゆき
原曲はアルバム『短篇集』収録。
10. ヘッドライト・テールライト / 奈歩
原曲は37thシングル「地上の星／ヘッドライト・テールライト」収録。
11. 恋文 / 岩崎宏美
原曲は38thシングル「銀の龍の背に乗って」・アルバム『恋文』収録。
岩崎のカバーアルバム『Dear Friends II』収録曲と同音源。